# یوردان آپوستولوف
یوردان آپوستولوف (بلغاری: Йордан Апостолов؛ زادهٔ ۳۰ نوامبر ۱۹۸۹) بازیکن فوتبال اهل بلغارستان است.